# Junction City (Wisconsin)
Junction City – wieś w Stanach Zjednoczonych, w stanie Wisconsin, w hrabstwie Portage.